# Міхалувка (Більський повіт)
Міхалувка (пол. Michałówka) — село в Польщі, у гміні Біла Підляська Більського повіту Люблінського воєводства.
Населення — 119 осіб (2011).
У 1975-1998 роках село належало до Білопідляського воєводства.

## Демографія
Демографічна структура станом на 31 березня 2011 року:
|          | Загалом | Допрацездатний вік | Працездатний вік | Постпрацездатний вік |
| -------- | ------- | ------------------ | ---------------- | -------------------- |
| Чоловіки | 61      | 20                 | 35               | 6                    |
| Жінки    | 58      | 11                 | 33               | 14                   |
| Разом    | 119     | 31                 | 68               | 20                   |